# Matthias Gaestel

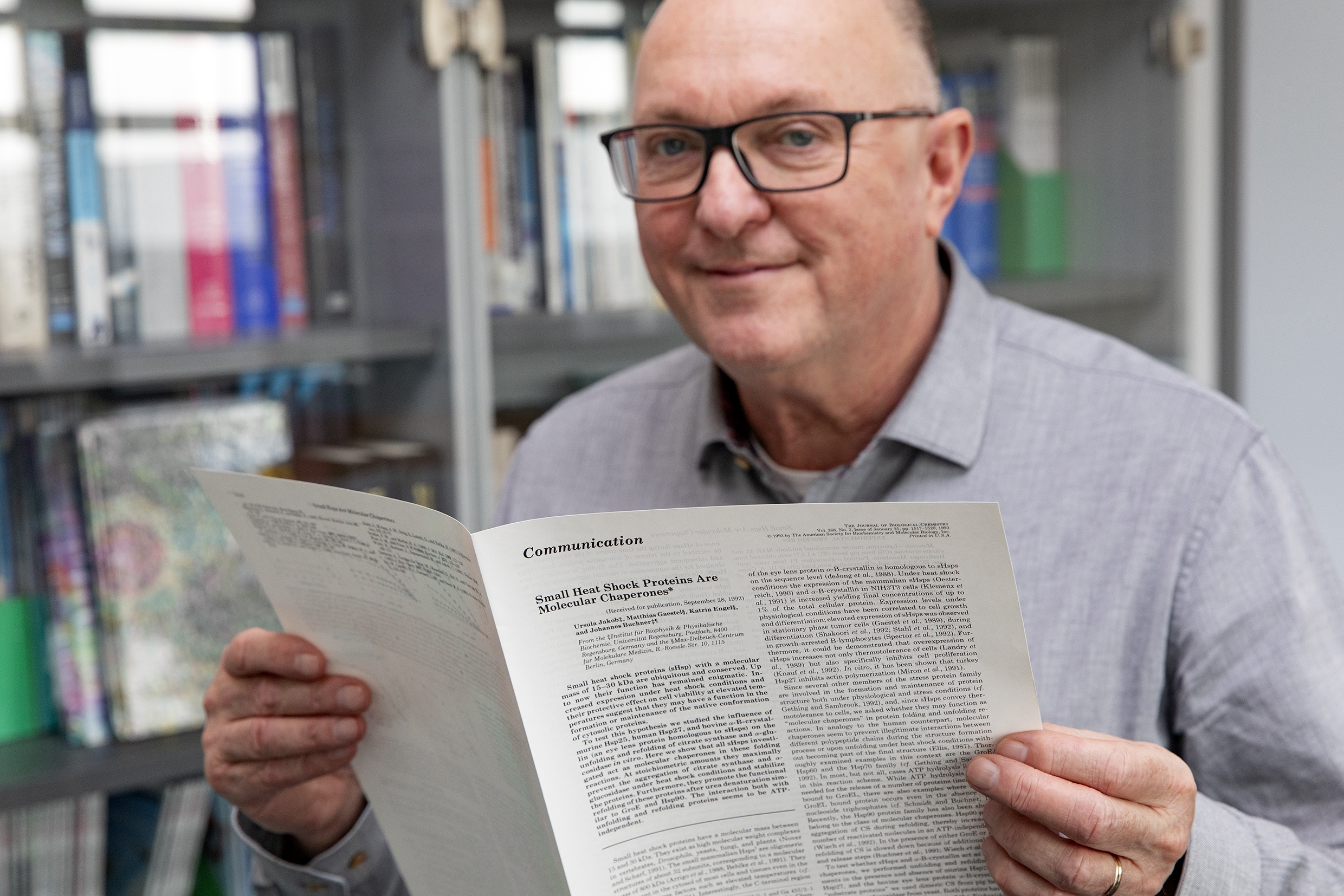
Matthias Gaestel (2019)

Matthias Gaestel (* 1958 in Berlin) ist ein deutscher Biochemiker und Zellbiologe. Er war von 1997 bis 2001 Professor für Molekulargenetik der Signaltransduktion an der Martin-Luther-Universität Halle-Wittenberg und ist seit 2001 Professor für Biochemie und Leiter des Instituts für Zellbiochemie der Medizinischen Hochschule Hannover. Er ist bekannt durch seine Arbeiten zur Stress-induzierten Signalübertragung und Signalverarbeitung in Säugerzellen.

## Leben
Matthias Gaestel wurde 1958 in Berlin geboren und studierte an der Humboldt-Universität zu Berlin von 1976 bis 1981 Biologie mit der Fachrichtung Biophysik bei Roland Glaser und Reinhart Heinrich. Er promovierte 1993 in Biophysik und begann danach seine wissenschaftliche Tätigkeit am Zentralinstitut für Molekularbiologie der Akademie der Wissenschaften der DDR, dem späteren Max-Delbrück-Centrum für Molekulare Medizin, von 1986 bis 1995 in der Abteilung Zellphysiologie von Heinz Bielka. 1993 habilitierte er in Biochemie an der Freien Universität Berlin bei Volker Erdmann. Als Heisenberg-Stipendiat der DFG leitete Gaestel bis 1997 eine Nachwuchsgruppe des Max-Delbrück-Centrums für Molekulare Medizin.

## Wissenschaftliches Wirken
Matthias Gaestel hat bisher mehr als 250 wissenschaftliche Arbeiten veröffentlicht.

## Werke (Auswahl)
- MAPKAP kinases – Two is company, three is a crowd. Nature Reviews Mol. Cell Biol., 2006, 7, 120–130. doi:10.1038/nrm1834
- MK2-TNF-Signaling Comes Full Circle. Trends Biochem Sci. 2018, 43, 170-179. doi:10.1016/j.tibs.2017.12.002
- MAPK-Activated Protein Kinases: Servant or Partner? Annual Review of Biochemistry 2022, 91, 505-540. doi:10.1146/annurev-biochem-081720-114505

## Auszeichnungen
- 1993: Gerhard-Domagk-Preis für Krebsforschung (Zusammen mit Heinz Bielka und Rainer Benndorf)